# Saskia Preil

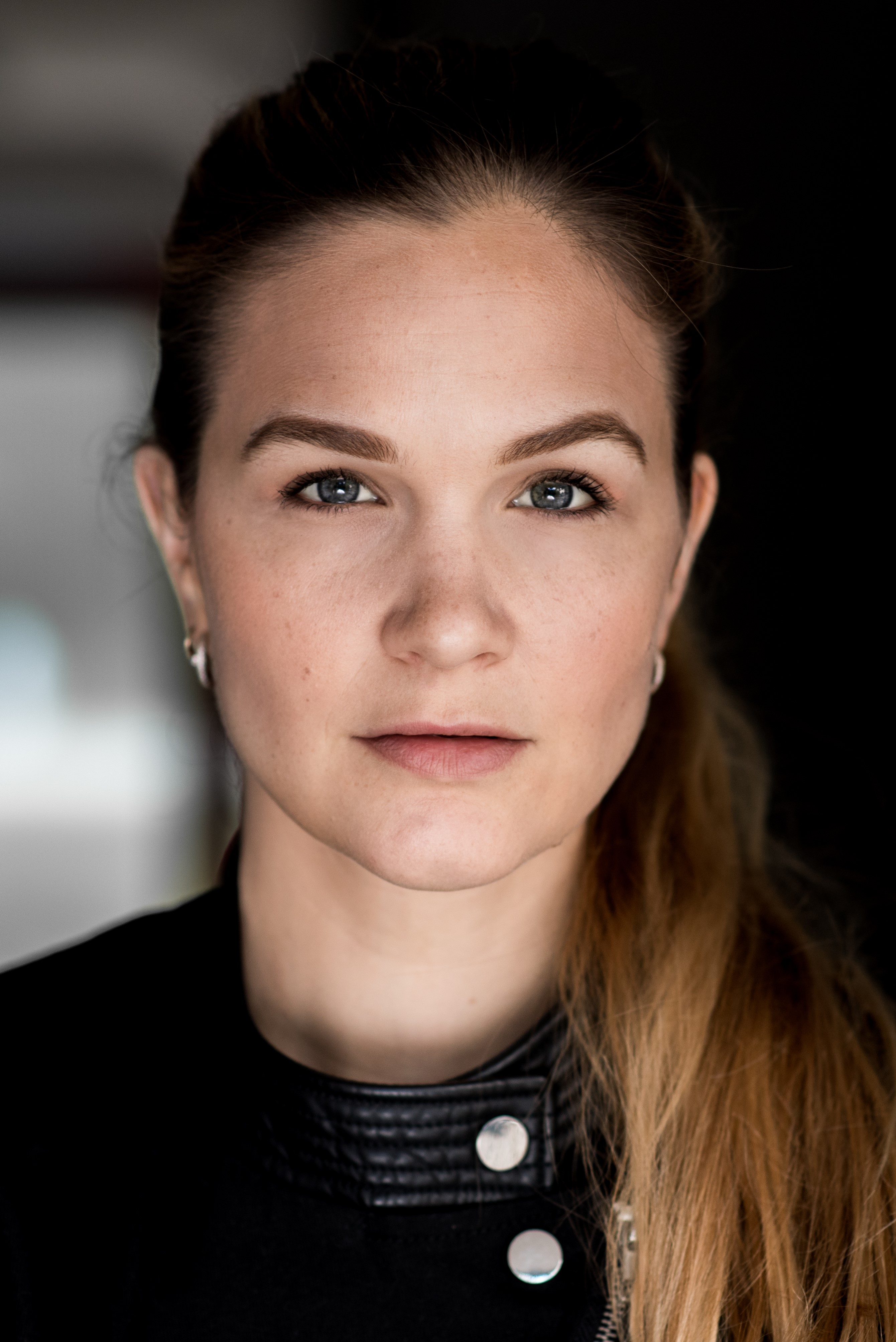
Saskia Preil (2019)

Saskia Preil, bürgerlich Preil Nunes (* 4. Juni 1985 in Dachau), ist eine deutsche Schauspielerin.

## Leben
Saskia Preil wurde 1985 geboren. Ihre jüngere Schwester ist die Schauspielerin Annika Preil.
Ihren ersten Auftritt absolvierte Preil 1994 bis 1997 in 34 Folgen der Fernsehserie Anna Maria – Eine Frau geht ihren Weg. 1997 hatte sie ihre erste Filmrolle in Gefangene der Liebe.
Nach dem Abitur studierte sie Anglistik an der Ludwig-Maximilians-Universität München. Eine Schauspielerausbildung erhielt sie ab 2013 an der München Film Akademie.
Sie ist mit einem Brasilianer verheiratet und hat einen Sohn.

## Filmografie
- 1994–1997: Anna Maria – Eine Frau geht ihren Weg (Fernsehserie, 34 Folgen)
- 1997: Gefangene der Liebe (Fernsehfilm)
- 1999: Eine Liebe auf Mallorca (Fernsehfilm)
- 2004: Endlich Sex! (Fernsehfilm)
- 2007, 2014: SOKO 5113
- 2009: Spurlos
- 2008–2014: Aktenzeichen XY … ungelöst (5 Folgen)
- 2011: Gottes mächtige Dienerin (Fernsehfilm)
- 2014: Qualität Braucht Keine Worte (Kurzfilm)
- 2014: Das große Strahlen
- 2016: Mord auf dem Bauernhof (Kurzfilm)
- 2020: Schwestern
- 2020: All in